# Elatostema clemensii
Elatostema clemensii är en nässelväxtart som beskrevs av H. Schröter. Elatostema clemensii ingår i släktet Elatostema och familjen nässelväxter. Inga underarter finns listade i Catalogue of Life.